# Justo Olarán Chans
Justo Olarán Chans (31 de marzo de 1884, Paysandú - 1963, Buenos Aires) fue un poeta uruguayo radicado en Argentina durante su juventud.

## Biografía
En 1937 publicó su primera obra poética, llamada "El Bargueño Sellado" y al año siguiente "Estampas de la Boca del Riachuelo" y "Glosario Cervantino". Posteriormente vinieron sus obras "Bodega Lírica" (1939) y Romancero Uruguayo (1940). Su obra "Glosario Cervantino" lo convirtió en una persona reconocida en estudios cervantinos.
Sus restos descansan en el Cementerio de la Recoleta (Buenos Aires).

## Obras
- El Bargueño Sellado (Establecimiento Gráf. Argentino, S.A., 1937)
- Estampas de la Boca del Riachuelo (1938)
- Glosario cervantino: escolios líricos al Quijote (Imprenta López. 1938)
- Bodega Lírica (1939)
- Romancero Uruguayo (1940)
- Galería española (sonetos. Ilustraciones de Carlos Vergottini "Marius". Buenos Aires, 1947)